# Chersotis subrectangula
Chersotis subrectangula là một loài bướm đêm trong họ Noctuidae.